# Wolfgang van Regensburg

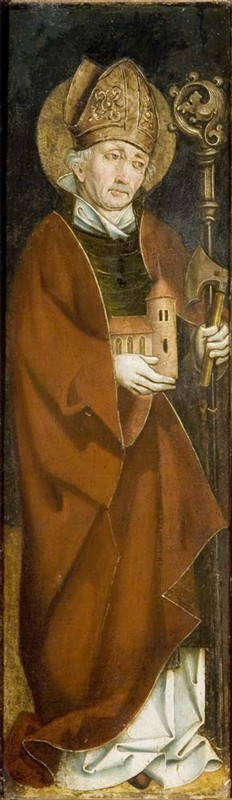
15e-eeuws portret van de heilige Wolfgang van Regensburg.

Wolfgang van Regensburg (vermoedelijk Pfullingen, circa 924 - Pupping, 31 oktober 994) was van 972 tot aan zijn dood bisschop van Regensburg. Hij werd heilig verklaard door de Rooms-Katholieke Kerk.

## Levensloop
Wolfgang bezocht als tienjarige de kloosterschool van Reichenau en ging later naar de nieuw opgerichte domschool in Würzburg. Daar werd hij opgeleid door de uit Italië afkomstige scholaster Stefanus van Novara en ontwikkelde hij zich tot leraar en geleerde.
Rond 956 nam hij op aanbeveling van aartsbisschop Hendrik I van Trier, een vriend die hij in Reichenau had leren kennen, de leiding van de domschool in Trier op zich, waar hij achtereenvolgens leek, deken en hoofd van het domkapittel werd. Wolfgang voerde in lijn van de Regula Benedicti ook hervormingen door, waaronder een strengere levenswijze en afschaffing van privéeigendom voor leden van het domkapittel.
Na de dood van Hendrik van Babenberg werd Wolfgang door keizer Otto I de Grote naar Keulen gehaald. Hij weigerde zich daar tot bisschop te laten wijden en trok zich in 965 terug in de Abdij van Einsiedeln in Zwaben, waar hij in 968 tot priester werd gewijd. In 971 ging Wolfgang als missionaris naar Hongarije, maar een jaar later werd hij teruggeroepen om eind 972 tot bisschop van Regensburg gewijd te worden. In 975 stichtte Wolfgang daar een domschool met koor, dat de basis vormde voor de latere Regensburger Domspatzen.
Wolfgang, die zich als bisschop ook met hervormingen bezighield, ging tijdens zijn ambtstermijn akkoord om de Boheemse landerijen af te scheiden middels de oprichting van het nieuwe aartsbisdom Praag. Deze vredevolle geste leverde hem vriendschappelijke verhoudingen met hertog Boleslav II op. Daarnaast was hij ook de eerste bisschop van Regensburg die zijn ambt niet meer combineerde met de functie van abt van de Abdij van Sankt Emmeram. Hij stelde Ramwod aan als eerste zelfstandige abt van deze abdij en onder hem kende een klooster een enorme ontwikkeling in geestelijke en culturele activiteiten. De verkregen zelfstandigheid luidde echter spanningen in met de bisschoppen van Regensburg, die het economische verlies voor hun bisdom na het wegvallen van het klooster ongedaan wilden maken. 
Vanaf 985 nam Wolfgang de opvoeding van de latere keizer Hendrik II de Heilige van het Heilige Roomse Rijk, zoon van hertog Hendrik II van Beieren, op zich. Als rijksbisschop ging Wolfgang ook in op oproepen van de keizer tot militaire conflicten: zo vocht hij tegen koning Lotharius van Frankrijk, tijdens de Italiëtocht van keizer Otto II, en tegen bisschop Hendrik I van Augsburg. Toen na de dood van keizer Otto I conflicten uitbraken om de Rooms-Duitse troon, steunde Wolfgang net als verschillende andere bisschoppen de partij rond Hendrik van Beieren.
Tijdens een reis naar de plaats Pöchlarn stierf Wolfgang in oktober 994 in de kapel van de heilige Odomar van Sankt Gallen in het Opper-Oostenrijkse Pupping. Zijn lijk werd naar Regensburg gevoerd en bijgezet in het zuidelijk zijschip van de Abdij van Sankt Emmeram. Nadat hij op 7 oktober 1052 werd heilig verklaard door paus Leo IX, werd zijn lijkkist overgebracht naar een naar hem vernoemde crypte in de westelijke vleugel van de abdij, die toen nog in volle opbouw was.
Zijn feestdag valt op 7 oktober. Wolfgang wordt beschouwd als de beschermheilige van Beieren, het bisdom en de stad Regensburg en verschillende beroepsgroepen (bijvoorbeeld schippers, beeldhouwers, houtarbeiders), maar ook als beschermheilige tegen verschillende ziektes (zoals oogziekten, rugpijn, beroertes).
- Bibsys: 98076014
- Gemeinsame Normdatei: 118634887
- Historisch woordenboek van Zwitserland: 010206
- International Standard Name Identifier: 0000 0000 8726 9272
- Library of Congress Control Number: n83208864
- Nationale Bibliotheek van Tsjechië: jn20000720332
- Nationale Bibliotheek van Israël: 987007335418105171
- Nederlandse Thesaurus van Auteursnamen: 117366803
- Virtual International Authority File: 283487148
- WorldCat: E39PBJgMtF4rCWWCGb9MpfRtKd